# Trofeo Dossena
Il Trofeo Angelo Dossena è un torneo calcistico estivo istituito nel 1977 e riservato alle squadre di club della Primavera. Alla competizione prendono parte, su invito, anche club provenienti da altre parti del mondo.

## Storia e formula
Il torneo fu istituito nel 1977 e prese il nome del medico sportivo laureato in medicina Angelo Dossena, che fece parte dello staff medico dell'Associazione Calcio Crema a partire dal 1952 e, dove ne ricoprì anche la carica da presidente dal 1975 al 1977, promuovendo soprattutto il calcio giovanile. Dopo la sua morte avvenuta il 29 marzo del 1977, venne promossa una manifestazione giovanile in suo onore, dettata dal Comitato Organizzatore Trofeo "Angelo Dossena", in collaborazione con l'A.C. Crema, a cui preserò parte squadre di categoria giovanile.
La prima edizione si svolse dall'11 al 18 giugno del 1977: la prima squadra vincitrice del torneo fu il Pergocrema in finale contro l'Atalanta , che nel prosieguo degli anni si confermò la più blasonata di sempre con 6 titoli complessivi.
Il 20 maggio 1985 Aldo Biscardi attiva sulla Rai per il suo "Processo" una diretta durante la quale viene presentato il calendario della manifestazione e assegnati i premi "Valentini" e "Marchesi"; la prima partita coperta interamente da un collegamento tv è la finale dell'edizione 1999, trasmessa da Rai Sport Satellite.
Le prime squadre straniere che prendono parte alla manifestazione sono il Nottingham Forest (che avrebbe dovuto in realtà partecipare anche all'edizione precedente, rinunciandovi tuttavia in seguito alla tragedia dell'"Heysel") e l'MTK Budapest, nel 1986.
La prima squadra straniera ad aggiudicarsi il trofeo è invece la Dinamo Kiev, nel 1989.
La manifestazione si tiene tradizionalmente durante il mese di giugno a Crema, ma dal 1997, gli incontri delle fasi eliminatorie si svolgono anche in altre località della provincia di Cremona e delle vicine province di Milano, Bergamo e Brescia.
La finale dell'edizione 1997 è la prima arbitrata da un fischietto di livello internazionale, Pierluigi Collina.
Il capocannoniere dell'edizione 2008, Michele Marconi, è con le 7 reti al suo attivo il miglior realizzatore della storia del Trofeo.
Il record del maggior numero di reti realizzate in una partita (13) appartiene al Gremio, che nell'edizione del 2009 ha superato il Pergocrema per 13-1.
La prima partita del "Dossena" trasmessa in streaming video via Internet è stata la finale dell'edizione 2009, tra la Nazionale Lega Pro e i New York Magic.
La formula attuale prevede che le 8 squadre partecipanti vengano suddivise in due gironi di quattro squadre ciascuno; per ogni girone si disputano dunque tre incontri di sola andata; le prime due squadre classificate in ciascun girone sono ammesse alle semifinali, con abbinamenti incrociati. 
Semifinali e finale si svolgono infine su gara unica.
L'Atalanta è la squadra con più presenze (31), ed è anche quella che vanta il maggior numero di vittorie (6).

## Albo d'oro
| Squadra                           | Nazione     | Vittorie                                | Secondi posti                                 |
| --------------------------------- | ----------- | --------------------------------------- | --------------------------------------------- |
| Atalanta                          | Italia      | 6 (1982, 1985, 1987, 1993, 1997 e 1999) | 6 (1977, 2003, 2007, 2017, 2018 e 2023)       |
| Cremonese                         | Italia      | 5 (1984, 2015, 2017, 2022 e 2024)       | 0                                             |
| Nazionale Lega Pro (ex "serie C") | Italia      | 4 (1994, 2006, 2009 e 2010)             | 7 (1993, 1996, 1997, 1999, 2001, 2005 e 2008) |
| Pergolettese                      | Italia      | 4 (1977, 1978, 1980 e 1991)             | 1 (1985)                                      |
| Inter                             | Italia      | 3 (1990, 1992 e 2014)                   | 3 (1981, 1986 e 1998)                         |
| Milan                             | Italia      | 3 (1981, 2007 e 2016)                   | 1 (1983)                                      |
| Como                              | Italia      | 2 (1986 e 1988)                         | 2 (1984 e 2024)                               |
| Boca Juniors                      | Argentina   | 2 (2002 e 2003)                         | 1 (2004)                                      |
| Nancy                             | Francia     | 2 (1995 e 1996)                         | 0                                             |
| Parma                             | Italia      | 1 (1998)                                | 3 (1992, 1995 e 2012)                         |
| JUFA                              | Giappone    | 1 (2023)                                | 1 (2011)                                      |
| Torino                            | Italia      | 1 (1979)                                | 1 (1989)                                      |
| Atletico Madrid                   | Spagna      | 1 (2000)                                | 0                                             |
| Dinamo Kiev                       | Ucraina     | 1 (1989)                                | 0                                             |
| Gremio                            | Brasile     | 1 (2008)                                | 0                                             |
| Internacional                     | Brasile     | 1 (2005)                                | 0                                             |
| Ituano                            | Brasile     | 1 (2001)                                | 0                                             |
| Napoli                            | Italia      | 1 (1983)                                | 0                                             |
| SPAL                              | Italia      | 1 (2019)                                | 0                                             |
| Real Salvador                     | Brasile     | 1 (2004)                                | 0                                             |
| Bahia                             | Brasile     | 1 (2011)                                | 0                                             |
| AlbinoLeffe                       | Italia      | 1 (2012)                                | 0                                             |
| Brescia                           | Italia      | 0                                       | 3 (1978, 1988 e 2022)                         |
| Chievo                            | Italia      | 0                                       | 1 (2002)                                      |
| Dinamo Zagabria                   | Croazia     | 0                                       | 1 (1991)                                      |
| Genoa                             | Italia      | 0                                       | 1 (1980)                                      |
| Rappresentativa "La Provincia"    | Italia      | 0                                       | 1 (2006)                                      |
| Real Madrid                       | Spagna      | 0                                       | 1 (1987)                                      |
| Sant'Angelo                       | Italia      | 0                                       | 1 (1979)                                      |
| Selezione cremasca                | Italia      | 0                                       | 1 (1994)                                      |
| Sporting Lisbona                  | Portogallo  | 0                                       | 1 (1990)                                      |
| Udinese                           | Italia      | 0                                       | 1 (1982)                                      |
| Verona                            | Italia      | 0                                       | 1 (2000)                                      |
| NY Magic                          | Stati Uniti | 0                                       | 1 (2009)                                      |
| Lechia Gdansk                     | Polonia     | 0                                       | 1 (2015)                                      |
| Valencia                          | Spagna      | 0                                       | 1 (2016)                                      |

| Edizione | Premio "Valentini"       | Premio "Marchesi"                     | Premio "Giavazzi"                               |
| -------- | ------------------------ | ------------------------------------- | ----------------------------------------------- |
| 1984     | Paolo Valenti            | mons. Libero Tresoldi                 | (non assegnato)                                 |
| 1985     | Bruno Pizzul             | Bruno Manenti                         | (non assegnato)                                 |
| 1986     | Sandro Ciotti            | Arnaldo Rimoldi                       | (non assegnato)                                 |
| 1987     | Sergio Zavoli            | sezione Ass. Italiana Arbitri - Crema | (non assegnato)                                 |
| 1988     | Aldo Biscardi            | Alberto Martinotti                    | (non assegnato)                                 |
| 1989     | Gigi Riva                | Mario Palmieri                        | (non assegnato)                                 |
| 1990     | Gianfranco De Laurentiis | Alfredo Galmozzi                      | (non assegnato)                                 |
| 1991     | Italo Cucci              | Marinella Terni de Gregorj            | (non assegnato)                                 |
| 1992     | Aldo Agroppi             | Piero Pajardi                         | (non assegnato)                                 |
| 1993     | Candido Cannavò          | Gianni Bianchessi                     | (non assegnato)                                 |
| 1994     | Piero Dardanello         | Giuseppe Torresani                    | (non assegnato)                                 |
| 1995     | Giorgio Tosatti          | Sergio Lini                           | (non assegnato)                                 |
| 1996     | Everardo Dalla Noce      | Alina Donati de Conti (alla memoria)  | (non assegnato)                                 |
| 1997     | Gino Bacci               | Gian Carlo Ceruti                     | (non assegnato)                                 |
| 1998     | Fabrizio Maffei          | Mario Cervi                           | Cristian Lizzori                                |
| 1999     | Gianni Mura              | Emilio Carelli                        | Gian Paolo Benelli                              |
| 2000     | Vittorio Feltri          | Paolo Panigada                        | Giovanni Lo Russo                               |
| 2001     | Xavier Jacobelli         | (non assegnato)                       | Miguel Gonzales                                 |
| 2002     | Marco Mazzocchi          | (non assegnato)                       | Leonardo Baroni                                 |
| 2003     | (non assegnato)          | (non assegnato)                       | Mauro Belotti                                   |
| 2004     | (non assegnato)          | (non assegnato)                       | Mattia Edallo                                   |
| 2005     | Marco Civoli             | (non assegnato)                       | André Moritz                                    |
| 2006     | (non assegnato)          | (non assegnato)                       | Daniel Calamonte                                |
| 2007     | (non assegnato)          | (non assegnato)                       | Alex Guerci                                     |
| 2008     | (non assegnato)          | (non assegnato)                       | Filippo Inzaghi, Angelo Colombo                 |
| 2009     | (non assegnato)          | (non assegnato)                       | Giampaolo Pazzini, Gianluca Pessotto            |
| 2010     | (non assegnato)          | (non assegnato)                       | Gian Piero Gasperini, Riccardo Ferri            |
| 2011     | (non assegnato)          | (non assegnato)                       | Cesare Prandelli, Filippo Galli                 |
| 2012     | (non assegnato)          | (non assegnato)                       | Claudio Marchisio, Demetrio Albertini           |
| 2013     | (non assegnato)          | (non assegnato)                       | Riccardo Montolivo, Devis Mangia, Maurizio Ganz |
| 2014     | (non assegnato)          | (non assegnato)                       | Stephan El Shaarawy, Sergio Porrini             |
| 2015     | (non assegnato)          | (non assegnato)                       | Mattia De Sciglio                               |
| 2016     | (non assegnato)          | (non assegnato)                       | Roberto Donadoni                                |
| 2017     | (non assegnato)          | (non assegnato)                       | Andrea Belotti, Vincenzo Montella               |
| 2018     | (non assegnato)          | (non assegnato)                       | Mattia Caldara, Pierluigi Collina               |
| 2019     | (non assegnato)          | (non assegnato)                       | Luigi Di Biagio                                 |

| Edizione | Giocatore     | Squadra             | Reti |
| -------- | ------------- | ------------------- | ---- |
| 1977     | Albanese      | Atalanta            | 3    |
| 1978     | Albanese      | Atalanta            | 6    |
| 1979     | Salari        | Torino              | 3    |
| 1980     | Ferla         | Pergocrema          | 3    |
| 1981     | Ceccaroni     | Milan               | 2    |
| 1982     | Cinello       | Udinese             | 3    |
| 1983     | Juculano      | Udinese             | 3    |
| 1984     | Terno         | Como                | 2    |
| 1985     | Notaristefano | Como                | 3    |
| 1986     | Smalley       | Nottingham Forest   | 3    |
| 1987     | Simone        | Como                | 5    |
| 1988     | McSwegan      | Rangers Glasgow     | 2    |
| 1989     | Kiriakov      | Dinamo Kiev         | 3    |
| 1990     | Orlandini     | Atalanta            | 3    |
| 1991     | Gardini       | Pergocrema          | 4    |
| 1992     | Mariani       | Cremonese           | 2    |
| 1993     | Chianese      | Atalanta            | 3    |
| 1994     | Malaccari     | Nazionale serie C   | 4    |
| 1995     | Silva         | Parma               | 3    |
| 1996     | Biancalani    | Nancy               | 3    |
| 1997     | Colombo       | Atalanta            | 4    |
| 1998     | Ghillani      | Parma               | 2    |
| 1999     | Papini        | Bologna             | 3    |
| 2000     | Berrettoni    | Lazio               | 4    |
| 2001     | Aurino        | Nazionale serie C   | 4    |
| 2002     | Sindei        | Ituano              | 3    |
| 2003     | Pugliese      | Nazionale serie C   | 6    |
| 2004     | Turchetta     | Rappr. La Provincia | 5    |
| 2005     | Gamalho       | Internacional       | 4    |
| 2006     | Ferrario      | Nazionale serie C   | 3    |
| 2007     | Taianan       | Gremio              | 5    |
| 2008     | Marconi       | Atalanta            | 7    |
| 2009     | Furlan        | Milan               | 4    |
|          | Bruno Collaço | Gremio              | 4    |
| 2010     |               |                     |      |
| 2011     |               |                     |      |
| 2012     | Ganz          | Milan               | ?    |
| 2013     | Fall          | Etoile Lusitana     | 4    |
| 2014     | Capello       | Inter               | ?    |
| 2015     | Appiah        | Inter               | 4    |
| 2016     | Tsadjout      | Milan               | 4    |
| 2017     | Palma         | Sassuolo            | ?    |
| 2018     | Peli          | Atalanta            | ?    |
| 2019     | Rovido        | Cremonese           | 4    |
| 2022     | Basso Ricci   | Cremonese           | 4    |
| 2023     | Kominato      | JUFA                | 7    |
| 2024     | Gabbiani      | Cremonese           | 7    |

| #  | Squadra                     | Presenze |
| -- | --------------------------- | -------- |
| 1  | Atalanta                    | 40       |
| 2  | Inter                       | 29       |
| 3  | Cremonese                   | 25       |
| 4  | Milan                       | 22       |
| 5  | Pergocrema                  | 21       |
| 6  | Nazionale Serie C/Lega Pro  | 18       |
| 7  | Juventus                    | 14       |
| 8  | Brescia                     | 11       |
| 8  | Como                        | 11       |
| 8  | Torino                      | 11       |
| 9  | Parma                       | 10       |
| 10 | Genoa                       | 7        |
| 10 | Sampdoria                   | 7        |
| 11 | Monza                       | 5        |
| 11 | Rappr. Provincia di Cremona | 5        |
| 11 | Udinese                     | 5        |
| 12 | AlbinoLeffe                 | 4        |
| 12 | Bologna                     | 4        |
| 12 | Brescia                     | 4        |
| 12 | Fiorentina                  | 4        |
| 12 | Napoli                      | 4        |
| 12 | Piacenza                    | 4        |
| 12 | Verona                      | 4        |
| 13 | Boca Juniors                | 3        |
| 13 | Borussia Dortmund           | 3        |
| 13 | Chievo                      | 3        |
| 13 | Crema                       | 3        |
| 13 | IFK Göteborg                | 3        |
| 13 | Grêmio                      | 3        |
| 13 | Nancy                       | 3        |
| 13 | Sant'Angelo                 | 3        |
| 14 | Ferencváros                 | 2        |
| 14 | Dukla Praga                 | 2        |
| 14 | Fanfulla                    | 2        |
| 14 | Internacional               | 2        |
| 14 | Ituano                      | 2        |
| 14 | Ryutsu Keizai               | 2        |
| 14 | Nazionale Dilettanti        | 2        |
| 14 | Novara                      | 2        |
| 14 | Padova                      | 2        |
| 14 | PSV                         | 2        |
| 14 | Rijeka                      | 2        |
| 14 | Selezione Cremasca          | 2        |
| 14 | Valencia                    | 2        |
| 14 | Vicenza                     | 2        |